# Andreiniimon nuptialis
Andreiniimon nuptialis ist eine Art der Laubheuschrecken mit Verbreitung in Südeuropa. Es ist die einzige Art der Gattung Andreiniimon.

## Merkmale
Die Imagines der Art sind etwa 16 bis 19 Millimeter lang und damit innerhalb der Verwandtschaft klein bis mittelgroß. Sie sind überwiegend grün gefärbt, mit roten bis orangen und schwarzen Zeichnungselementen, mit einem hellen Mittelband vom Scheitel (Vertex) bis zum Hinterrand des Pronotum. Das Pronotum außerdem mit hellen Seitenlinien und veränderlicher brauner bis schwarzer Zeichnung. Die Art ist kurzflügelig, die Flügeldecken (Tegmina) beim Männchen etwa halb so lang wie das Halsschild (Pronotum), beim Weibchen noch etwas kürzer, aber deutlich sichtbar, ihre Basis beim Männchen frei, beim Weibchen etwas vom Hinterrand des Pronotum verdeckt. Das Pronotum ist relativ kurz, vorn und hinten verengt, mit Mittelfurche. Die Antennen sind mehr als doppelt so lang wie die Körperlänge, sie sind schwarz mit gelben Ringeln.
Für eine sichere Bestimmung und Unterscheidung von verwandten, teils sehr ähnlichen Arten sind die Begattungsorgane an der Spitze des Hinterleibs zu untersuchen. Beim Weibchen ist das Tergit des zehnten Hinterleibssegments am Hinterrand vorgezogen, in der Mitte schwach gekerbt. Der Epiproct und die Subgenitalplatte (unter dem Ovipositor) sind dreieckig, am Apex etwas abgerundet. Die Cerci sind bei fast flaschenformiger Basis ab dem Basaldrittel rasch verengt und zugespitzt. Der Ovipositor ist im Spitzenabschnitt fein gezähnt (wichtiges Gattungsmerkmal). Beim Männchen ist der Epiproct von charakteristischer Gestalt: grob rechteckig, dabei im Basaldrittel etwas eingeschnürt und zum Apex wieder erweitert, sein Hinterrand gerade abgestutzt, nach hinten fast so lang vorragend wie die Cerci. Diese sind an der Basis stark, innen dann stark erweitert und fein gesägt, am Apex nach innen gebogen.
Imagines der Art finden sich von Mai bis Juli in der bodennahen Vegetation sitzend, zum Beispiel in niedrigem Buschwerk. Der Gesang ist nur nachts zu hören. Er besteht aus einer Serie leiser Einzeltöne, die in 10 bis 20 Sekunden Abstand wiederholt werden. Er ist mit bloßem Ohr kaum hörbar, liegt aber überwiegend im Ultraschallbereich, so dass er mit einem Fledermausdetektor hörbar gemacht werden kann.

## Verbreitung
Die recht selten gefundene Art lebt im Mittelmeerraum beiderseits der Adria, in Italien und auf der Balkanhalbinsel. Die nördlichsten bekannten Fundpunkte sind in Divača in Slowenien und auf dem Karst-Plateau bei Triest in Italien, also an der Nordspitze der Adria. In Italien gibt es sonst nur sehr verstreute Einzelfunde in Umbrien und den Marken. Auf dem Balkan ist die Art außer in Slowenien verbreitet in Kroatien, Serbien, Albanien (hier auch die Typlokalität bei Durrës), Nordmazedonien, Bulgarien und Griechenland. Die überall seltene Art gilt im gesamten europäischen Verbreitungsgebiet als gefährdet (vulnerable).

## Taxonomie und Systematik
Die Art wurde von Heinrich Hugo Karny als Leptophyes nuptialis erstbeschrieben und später in eine eigene Gattung Andreiniimon gestellt. Eine zweite beschriebene Art, Andreiniimon permirum Capra, 1937 gilt heute als Synonym von Andreiniimon nuptialis.
Traditionell wurden die kurzflügeligen Gattungen des Verwandtschaftskreises in einer Tribus Barbistini zusammengefasst. Nach genetischen Untersuchungen sind aber wohl in mehreren Entwicklungslinien die Flügel konvergent zurückgebildet worden. Nach genetischen Daten ist Andreiniimon trotz der morphologischen Ähnlichkeit nicht näher mit der Gattung Leptophyes verwandt, bildet aber mit den (ebenfalls kurzflügeligen) Barbitistes, Metaplastes und Ancistrura eine Verwandtschaftsgruppe. Die diesen Gattungen eigentümlichen, abgewandelten männlichen Begattungsorgane könnten eine Anpassung an eine besondere Verhaltensweise sein: sie erleichtern, die Spermatophore eines Konkurrenten an einem bereits begatteten Weibchen nachträglich zu entfernen und durch die eigene zu ersetzen.
Die Verwandtschaftsgruppe wird in die Unterfamilie Phaneropterinae der Laubheuschrecken gestellt. Einige Taxonomen bevorzugen heute, diese zu einer eigenen Familie Phaneropteridae hochzustufen.